# São José da Coroa Grande
São José da Coroa Grande, amtlich Município de São José da Coroa Grande, ist mit etwa 21.298 Einwohnern (Stand: 2019) eine kleine Gemeinde in Pernambuco, Brasilien. Sie liegt etwa 123 km südlich von Recife, der Hauptstadt Pernambucos. São José ist direkt am Atlantik gelegen und hat fast auf der gesamten Länge des Ortes einen Strand, der von einem großen Riff umgeben ist. Es schützt damit hervorragend die Badegäste vor Haiattacken, welche nicht selten vorkommen.